# Schizomussaenda henryi
Schizomussaenda henryi är en måreväxtart som först beskrevs av John Hutchinson, och fick sitt nu gällande namn av X.F.Deng och D.X.Zhang. Schizomussaenda henryi ingår i släktet Schizomussaenda och familjen måreväxter. Inga underarter finns listade i Catalogue of Life.